# Helsingør Havn
Helsingør Havn bezeichnet den Seehafen der dänischen Stadt Helsingør am Nordende des Öresunds. Als nächstliegende Überfahrtsstelle nach Schweden gewann der Fährhafen schon früh an Bedeutung und zählt mit einem Güterumschlag von 3,99 Millionen Tonnen (Stand 2010) zu den wichtigsten Häfen Dänemarks. Ein weiterer Hafen der Stadt, der Yachthafen Helsingør Nordhavn (Nordhafen), liegt an der Nordküste der Insel Seeland. Beide Häfen befinden sich im Besitz der Helsingør Kommune, wobei Helsingør Havn ein kommunaler Selbstverwaltungshafen ist, während Helsingør Nordhavn vom Technik- und Versorgungsausschuss der Gemeinde geleitet wird.

## Hafengestaltung
Helsingør Havn besteht aus drei Hafenbecken: Vestre Havn (Westhafen), Nordre Havn (Nordhafen) und Søndre Havn (Südhafen), dessen Einfahrt eine Wassertiefe von 7,5 m hat. Im Süden schützt eine etwa 300 m lange Mole den Hafen vor der offenen See. Unter günstigen Bedingungen kann der Hafen von Schiffen angelaufen werden, die eine Länge von 150 m, eine Breite von 30 m und einen Tiefgang von 6,0 m haben.
Der Fährhafen befindet sich zum einen in der Südwestecke des Innenhafens im Søndre Havn, wo auch der Kopfbahnhof Helsingør Station liegt, zum anderen an der Außenseite der Südmole mit zwei Ablegern der Reederei Scandlines.
Nordöstlich vom Schloss Kronborg befindet sich auf der dem Kattegat zugewandten Seite der Yachthafen Helsingør Nordhavn. Er bietet 1000 Booten Platz und kann von 25 m langen, 6 m breiten und 3 m tiefgehenden Schiffen befahren werden.

## Geschichte
Um den 1426 eingeführten Sundzolls einzutreiben und den Fährverkehr abzuwickeln, genügten über mehrere Jahrhunderte einige Schiffsbrücken im Osten der Stadt. Zudem besaß Helsingør im 16. und 17. Jahrhundert einen kleinen Hafen beim Schloss (Slotshavn), der jedoch im Laufe der Zeit versandete. Ein eigentlicher Hafen wurde erst von 1764 bis 1767 gebaut und in den 1820er Jahren erweitert. Nachdem der Sundzoll 1857 abgeschafft wurde, folgten in der zweiten Hälfte des 19. Jahrhunderts weitere Erweiterungen. In deren Verlauf wurde unter anderem 1882 die Helsingør Skibsværft gegründet, für die Hafenbecken bei den Wallanlagen des Schlosses angelegt wurden. Bis zu ihrer Schließung im Jahr 1983 stellte die Werft über Hundert Jahre den führenden Industriebetrieb der Stadt.
Ab 2008 wurde für über eine Milliarde Kronen der Hafen im Nordwesten umgestaltet und modernisiert. Im Rahmen des Projektes Kulturhavn Kronborg wurden die Verteidigungsanlagen des Schlosses freigelegt, und am Hafen wurde 2013 ein Neubau für das Maritime Museum Dänemarks eröffnet. Er ist im Trockendock der alten Schiffswerft untergebracht, die unter dem Titel Kulturværftet (Kulturwerft) der Stadt als dient.

### Fährverkehr

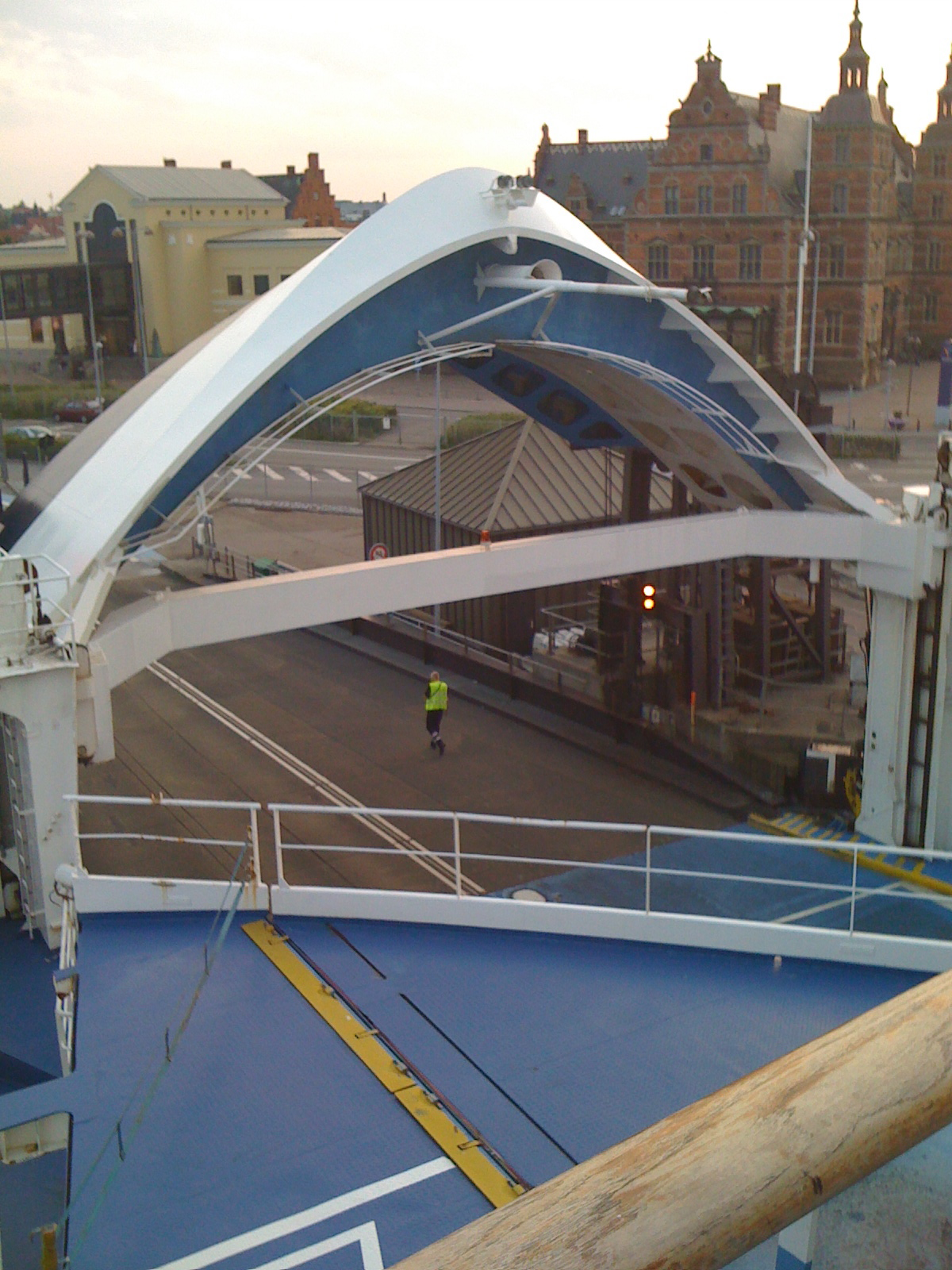
Fähre beim Anlegen im Südhafen

1890 bis 1892 erfolgte der Bau eines Bahnhofs und eines Anlegers für Dampfschiffe. So konnte im März 1892 erstmals der Raddampfer Kronprinsesse Louise eingesetzt werden, der damit die Ära der dänischen Bahngesellschaft Danske Statsbaner auf der Route zwischen Helsingør und Helsingborg einleitete. 1955 wurde dessen Monopol durch die Autofährenverbindung – die LB Færgerne – der schwedischen Reederei Linjebuss gebrochen, wofür ein eigener Anleger mit Terminal an der Nordmole eingerichtet wurde. Als weiterer Konkurrent stieg im März 1958 der norwegische Reeder Ragnar Moltzau ein, der die Überfahrt unter dem Namen Sundbusserne A/S mit zwei Personenfähren bediente. Auch hierzu wurde 1981 an der Südmole ein neuer Terminal gebaut.
In den 1970er und 1980er Jahren fuhren nahezu alle fünf Minuten Fähren ins schwedische Helsingborg, weshalb vor allem für den Schwerlastverkehr größere Fähren erforderlich wurden. Aufgrund dessen und um die Innenstadt vom Durchfahrtsverkehr zu entlasten, wurde 1991 an der Außenseite der Südmole ein neuer Fährhafen eröffnet. Im Innenhafen und gegenüber vom Bahnhof wurde gleichzeitig ein neuer Terminal fertiggestellt, von dem vier Fähren der Sundbusserne ablegten. Weitere Fähren stellte ab 1996 die dänische Reederei Mercandia, deren Schiffe später in die Reederei HH-Ferries übergingen.

### Helsingør Nordhavn

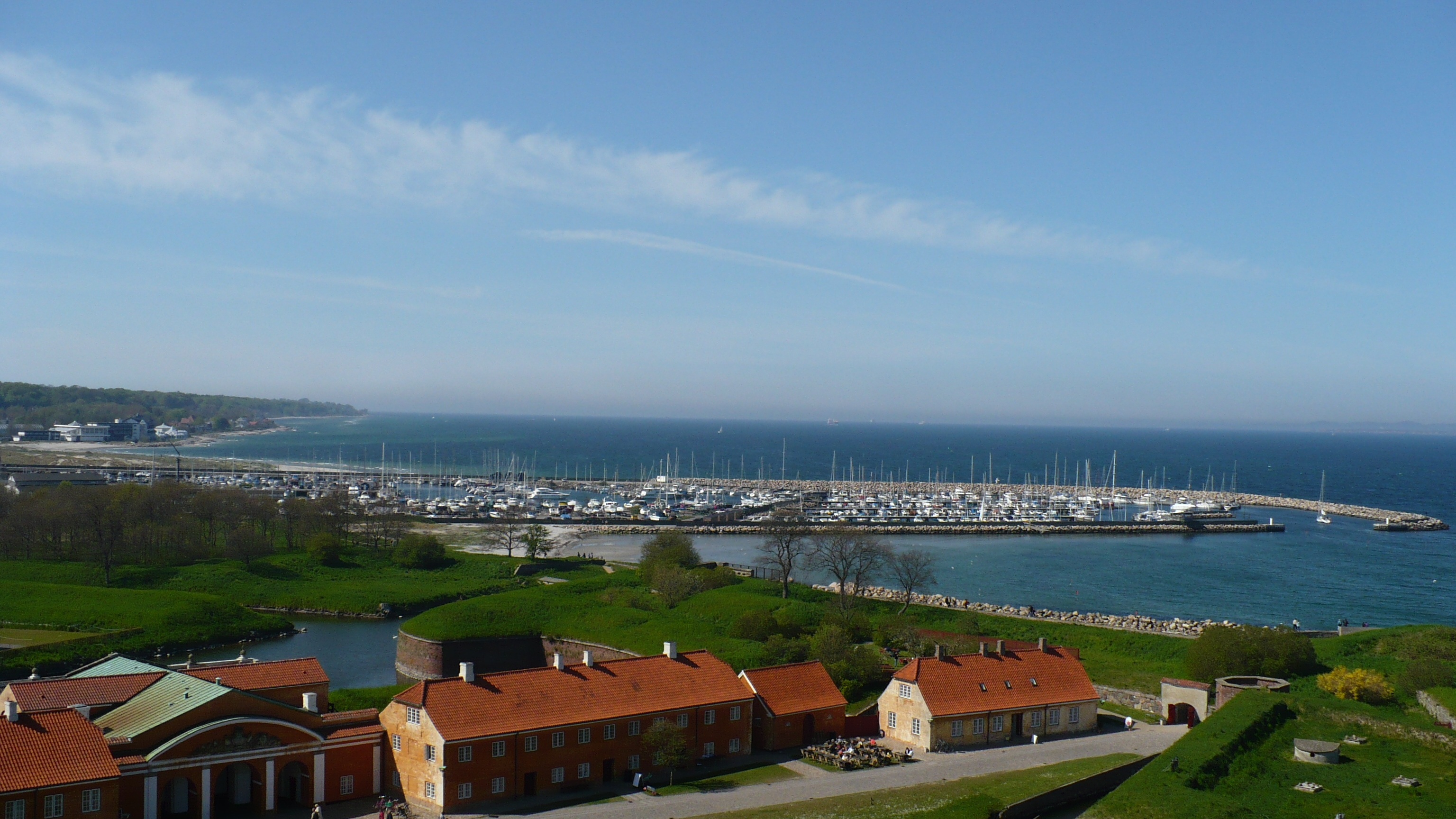
Blick vom Schloss Kronborg auf den Yachthafen Helsingør Nordhavn

Durch einen 1866 vorgeschlagenen Bau eines Hafens an der Nordküste sollte Helsingør ursprünglich einen Knotenpunkt des russischen Exports bilden und der geplante Nordhafen via Kanal an den Staatshafen angebunden werden. Weil die Geldmittel dazu nicht aufgebracht werden konnten, wurden die Pläne zunächst verworfen und erst in den Jahren 1909–1924 wiederaufgenommen. Die neuen Entwürfe sahen einen Nordhafen vor, der in seinen Ausmaßen die dreifache Größe des heutigen Nordhavns angenommen hätte. Sie stießen aber auf heftige Kritik bei der Bevölkerung, die Kronborgs Bedeutung für das Stadtbild geschmälert sahen. Der heutige Helsingør Nordhavn wurde schließlich in den Jahren 1932–1934 als Fischerei- und Yachthafen angelegt und in den 1970er Jahren auf seine heutige Größe erweitert.